# Eugène – Les Chansons d'Eugène
Albums de Monsieur Tranquille
Monsieur Tranquille – Superstar
(1977) Les Super Grands Succès de M. Tranquille
(1979)
Singles
1. Les chats / Les abeilles
Sortie : 1977

Eugène – Les Chansons d'Eugène est un album de chansons d'Eugène, commercialisé en 1977.  Il porte le numéro de catalogue  TM/PAX, TMPX-1001.
L'album met en vedette Eugène, le personnage de la série télévisée québécoise pour enfants Monsieur Tranquille, interprété par Jacques Desrosiers.

## Composition
Jacques Desrosiers, qui avait déjà écrit des parodies dans les années 60 et coécrit quelques chansons pour son personnage de Patof, s'est énormément investi dans cet album. Il a participé à l'écriture de toutes les chansons, marquant ainsi sa première implication majeure dans la création d'un album destiné aux enfants lors de sa sortie en 1977.

## Titres
| 1. | Les Chats                         | Jacques Desrosiers, Gilles Fleurent, Pierre Laurendeau | 3:06 |
| 2. | Toi, viens faire un tour chez moi | Jacques Desrosiers, Gilles Fleurent, Pierre Laurendeau | 3:01 |
| 3. | Le Tango à Gégène                 | Jacques Desrosiers, Gilles Fleurent, Pierre Laurendeau | 3:10 |
| 4. | Toi, mon ami                      | Jacques Desrosiers, Gilles Fleurent, Pierre Laurendeau | 3:16 |
| 5. | Il faut faire comm' Eugène        | Jacques Desrosiers, Gilles Fleurent, Pierre Laurendeau | 2:47 |

| 6.  | Les Abeilles                   | Jacques Desrosiers, Gilles Fleurent, Pierre Laurendeau | 3:27 |
| 7.  | Existe-t-il un tel pays?       | Jacques Desrosiers, Gilles Fleurent, Pierre Laurendeau | 3:28 |
| 8.  | Les Lunettes                   | Jacques Desrosiers, Gilles Fleurent, Pierre Laurendeau | 2:18 |
| 9.  | Le Rock'n roll d'Eugène        | Jacques Desrosiers, Gilles Fleurent, Pierre Laurendeau | 2:35 |
| 10. | Il faut toujours rester enfant | Jacques Desrosiers, Gilles Fleurent, Pierre Laurendeau | 3:50 |

## Crédits
- Producteur : Pierre Laurendeau
- Arrangeurs : Jacques Laflèche / Denis Lepage
- Ingénieur : Gaétan Desbiens
- Studio : Son Montréal
- Éditeurs : Éditions des Patriotes/Éditions T.M.
- Graphisme : Roger Belle-Isle